# Ichneumon melanopterus
Ichneumon melanopterus är en stekelart som beskrevs av Gmelin 1790. Ichneumon melanopterus ingår i släktet Ichneumon och familjen brokparasitsteklar. Inga underarter finns listade i Catalogue of Life.